# Sardinská rallye
Sardinská rallye (italsky Rally di Sardegna) je rallyový závod na Sardinii, který byl do kalendáře Mistrovství světa v rallye zařazen v roce 2004, kdy nahradil Rallye Sanremo. V sezóně nebyl podnik součástí WRC, ale byl zařazen do Intercontinental Rally Challenge.

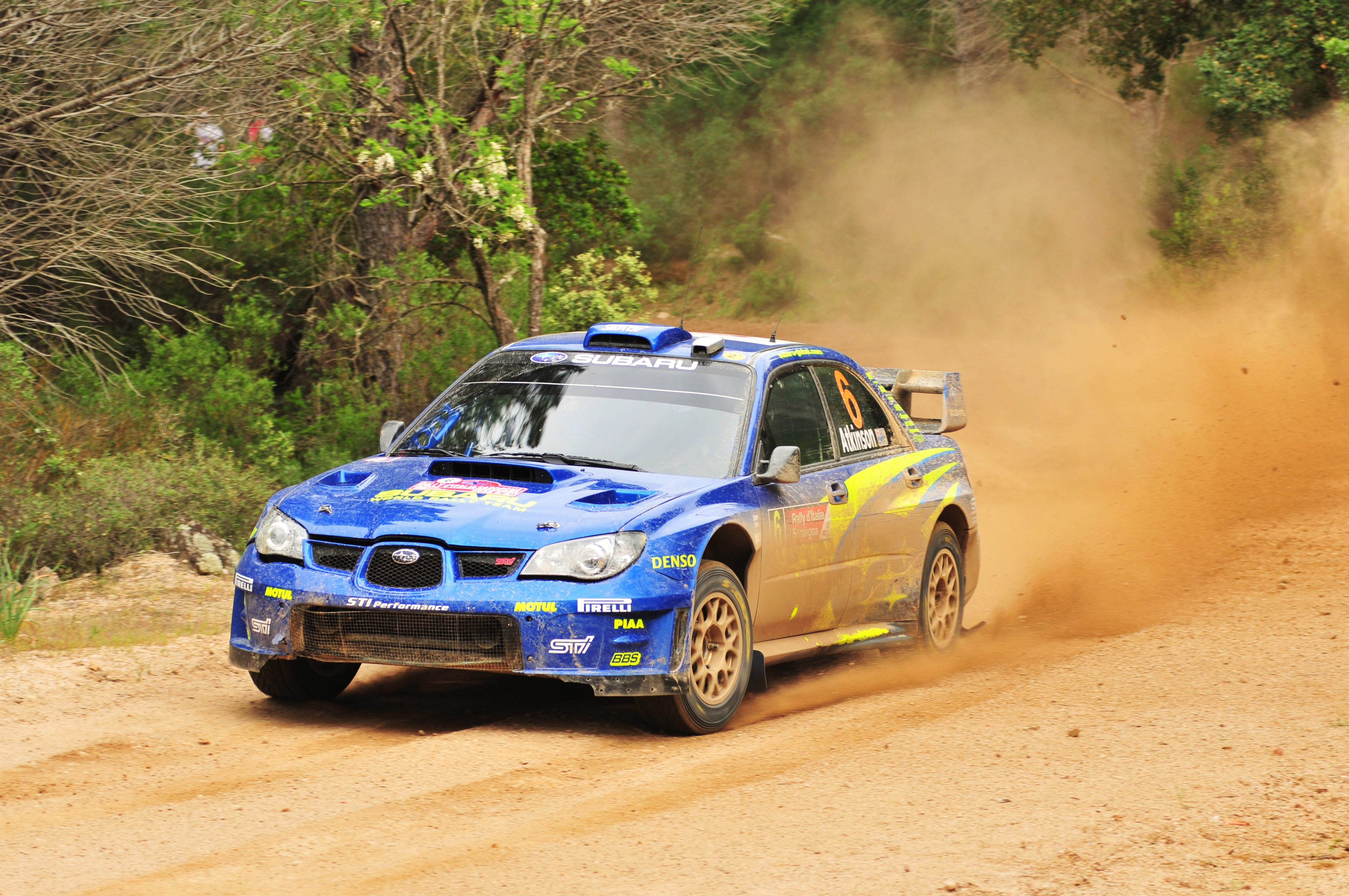
Chris Atkinson ve voze Subaru Impreza WRC na Sardinské rallye 2008

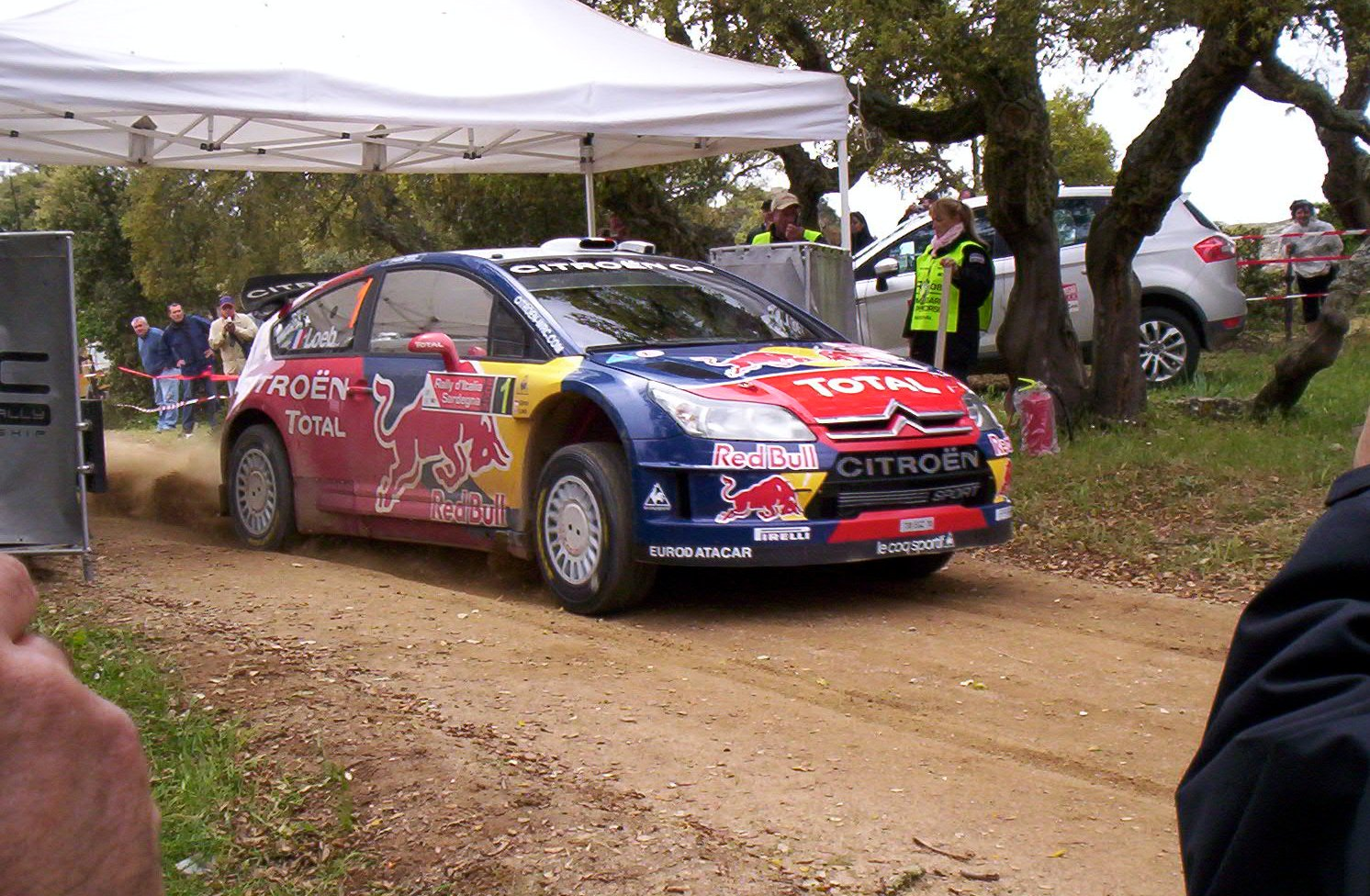
Čtyřnásobný vítěz Sébastien Loeb na startu erzety

## Ročníky
| Sezóna | Podnik                              | Jezdec / Spolujezdec                | Vůz                     |
| ------ | ----------------------------------- | ----------------------------------- | ----------------------- |
| 2004   | 1º Supermag Rally d'Italia Sardinia | Petter Solberg / Phil Mills         | Subaru Impreza WRC 2004 |
| 2005   | 2º Supermag Rally d'Italia Sardinia | Sébastien Loeb / Daniel Elena       | Citroën Xsara WRC       |
| 2006   | 3º Rally d'Italia Sardinia          | Sébastien Loeb / Daniel Elena       | Citroën Xsara WRC       |
| 2007   | 4º Rally d'Italia Sardinia          | Marcus Grönholm / Timo Rautiainen   | Ford Focus RS WRC 06    |
| 2008   | 5º Rally d'Italia Sardinia          | Sébastien Loeb / Daniel Elena       | Citroën C4 WRC          |
| 2009   | 6º Rally d'Italia Sardinia          | Jari-Matti Latvala / Miikka Anttila | Ford Focus RS WRC 09    |
| 2010   | 7º Rally d'Italia Sardinia          | Juho Hänninen / Mikko Markkula      | Škoda Fabia S2000       |
| 2011   | 8º Rally d'Italia Sardinia          | Sébastien Loeb / Daniel Elena       | Citroën DS3 WRC         |
| 2012   | 9º Rally d'Italia Sardinia          | Mikko Hirvonen / Jarmo Lehtinen     | Citroën DS3 WRC         |
| 2013   | 10º Rally d'Italia Sardinia         | Sébastien Ogier / Julien Ingrassia  | Volkswagen Polo R WRC   |
| 2014   | 11º Rally d'Italia Sardinia         | Sébastien Ogier / Julien Ingrassia  | Volkswagen Polo R WRC   |
| 2015   | 12º Rally d'Italia Sardinia         | Sébastien Ogier / Julien Ingrassia  | Volkswagen Polo R WRC   |
| 2016   | 13º Rally d'Italia Sardinia         | Thierry Neuville / Nicolas Gilsoul  | Hyundai i20 WRC         |
| 2017   | 14º Rally d'Italia Sardinia         | Ott Tänak / Martin Järveoja         | Ford Fiesta WRC         |
| 2023   | 20º Rally d'Italia Sardinia         | Thierry Neuville / Martijn Wydaeghe | Hyundai i20 N Rally1    |